# Weinmannia macrophylla
Weinmannia macrophylla är en tvåhjärtbladig växtart som beskrevs av Carl Sigismund Kunth. Weinmannia macrophylla ingår i släktet Weinmannia och familjen Cunoniaceae. Inga underarter finns listade i Catalogue of Life.